# Walid Mesloub
Walid Mesloub (Trappes, 4 de septiembre de 1985) es un exfutbolista franco-argelino que jugaba en la posición de centrocampista y fue internacional con la selección de fútbol de Argelia.

## Trayectoria

### Clubes
Nació el 4 de septiembre de 1985 en Trappes. Está casado y tiene dos hijos. Se formó en el F. C. Versailles. Tras pasar por el Levallois S. C. del Championnat National 2, firmó su primer contrato profesional con el F. C. Istres, equipo con el que consiguió el ascenso a la Ligue 2 en 2009. En enero de 2010 fue transferido al Le Havre A. C. El 10 de junio de 2014 fue fichado por el F. C. Lorient por tres temporadas. Después de rescindir su contrato con el club, en enero de 2018 firmó con el Racing Club de Lens por dos años y medio. Ese mismo mes, pero del año 2020, se fue a Catar para jugar con el Umm-Salal S. C. Allí vivió los últimos meses de su carrera, retirándose tras hacer oficial su salida en septiembre.

### Selección nacional
En octubre de 2010, Mesloub fue incluido en la lista de jugadores hecha por el entrenador de la selección argelina Abdelhak Benchikha para disputar un encuentro amistoso ante Luxemburgo, que se jugó el 17 de noviembre en el Estadio Josy Barthel. El 6 de septiembre de 2015, participó en la victoria por 3:1 frente a Lesoto por la clasificación para la Copa Africana de Naciones de 2017. El 17 de noviembre, jugó contra Tanzania en un encuentro por la clasificación de CAF para la Copa Mundial de Fútbol de 2018.

## Estadísticas
La siguiente tabla detalla los encuentros disputados y los goles marcados por Mesloub en los clubes en los que ha militado.
| Club | Div.          | Temporada     | Liga  | Liga  | Liga   | Copas nacionales(1) | Copas nacionales(1) | Copas nacionales(1) | Torneos internacionales | Torneos internacionales | Torneos internacionales | Total(2) | Total(2) | Total(2) |
| Club | Div.          | Temporada     | Part. | Goles | Asist. | Part.               | Goles               | Asist.              | Part.                   | Goles                   | Asist.                  | Part.    | Goles    | Asist.   |
| --- | ------------- | ------------- | ----- | ----- | ------ | ------------------- | ------------------- | ------------------- | ----------------------- | ----------------------- | ----------------------- | -------- | -------- | -------- |
| F. C. Istres Francia                                                                                              | 3.ª           | 2007-08       | 34    | 4     | -      | 1                   | 0                   | -                   | 0                       | 0                       | 0                       | 35       | 4        | 0        |
| F. C. Istres Francia                                                                                              | 3.ª           | 2008-09       | 36    | 9     | -      | 1                   | 0                   | -                   | 0                       | 0                       | 0                       | 37       | 9        | 0        |
| F. C. Istres Francia                                                                                              | 2.ª           | 2009-10       | 17    | 5     | 1      | 3                   | 1                   | 0                   | 0                       | 0                       | 0                       | 20       | 6        | 1        |
| F. C. Istres Francia                                                                                              | Total club    | Total club    | 87    | 18    | 1      | 5                   | 1                   | 0                   | 0                       | 0                       | 0                       | 92       | 19       | 1        |
| Le Havre A. C. Francia                                                                                            | 2.ª           | 2009-10       | 17    | 4     | 3      | 0                   | 0                   | 0                   | 0                       | 0                       | 0                       | 17       | 4        | 3        |
| Le Havre A. C. Francia                                                                                            | 2.ª           | 2010-11       | 31    | 5     | 3      | 3                   | 0                   | 0                   | 0                       | 0                       | 0                       | 34       | 5        | 3        |
| Le Havre A. C. Francia                                                                                            | 2.ª           | 2011-12       | 34    | 3     | 4      | 6                   | 1                   | 0                   | 0                       | 0                       | 0                       | 40       | 4        | 4        |
| Le Havre A. C. Francia                                                                                            | 2.ª           | 2012-13       | 37    | 8     | 4      | 6                   | 2                   | 0                   | 0                       | 0                       | 0                       | 43       | 10       | 4        |
| Le Havre A. C. Francia                                                                                            | 2.ª           | 2013-14       | 36    | 7     | 9      | 2                   | 1                   | 0                   | 0                       | 0                       | 0                       | 38       | 8        | 9        |
| Le Havre A. C. Francia                                                                                            | Total club    | Total club    | 155   | 27    | 23     | 17                  | 3                   | 0                   | 0                       | 0                       | 0                       | 172      | 30       | 23       |
| F. C. Lorient Francia                                                                                             | 1.ª           | 2014-15       | 32    | 0     | 4      | 1                   | 0                   | 0                   | 0                       | 0                       | 0                       | 33       | 0        | 4        |
| F. C. Lorient Francia                                                                                             | 1.ª           | 2015-16       | 29    | 1     | 5      | 6                   | 1                   | 0                   | 0                       | 0                       | 0                       | 35       | 2        | 5        |
| F. C. Lorient Francia                                                                                             | 1.ª           | 2016-17       | 21    | 0     | 1      | 3                   | 1                   | 0                   | 0                       | 0                       | 0                       | 24       | 1        | 1        |
| F. C. Lorient Francia                                                                                             | 1.ª           | 2017-18       | 0     | 0     | 0      | 0                   | 0                   | 0                   | 0                       | 0                       | 0                       | 0        | 0        | 0        |
| F. C. Lorient Francia                                                                                             | Total club    | Total club    | 63    | 1     | 10     | 10                  | 2                   | 0                   | 0                       | 0                       | 0                       | 73       | 3        | 10       |
| R. C. Lens Francia                                                                                                | 2.ª           | 2017-18       | 13    | 5     | 1      | 1                   | 0                   | 0                   | 0                       | 0                       | 0                       | 14       | 5        | 1        |
| R. C. Lens Francia                                                                                                | 2.ª           | 2018-19       | 37    | 2     | 7      | 2                   | 0                   | 0                   | 0                       | 0                       | 0                       | 39       | 2        | 7        |
| R. C. Lens Francia                                                                                                | 2.ª           | 2019-20       | 7     | 0     | 0      | 5                   | 1                   | 0                   | 0                       | 0                       | 0                       | 11       | 1        | 0        |
| R. C. Lens Francia                                                                                                | Total club    | Total club    | 57    | 7     | 8      | 8                   | 1                   | 0                   | 0                       | 0                       | 0                       | 65       | 8        | 8        |
| Umm-Salal S C Catar                                                                                               | 1.ª           | 2019-20       | 10    | 0     | 5      | 0                   | 0                   | 0                   | 0                       | 0                       | 0                       | 10       | 0        | 5        |
| Umm-Salal S C Catar                                                                                               | 1.ª           | 2020-21       | 3     | 0     | 0      | 0                   | 0                   | 0                   | 0                       | 0                       | 0                       | 3        | 0        | 0        |
| Umm-Salal S C Catar                                                                                               | Total club    | Total club    | 13    | 0     | 5      | 0                   | 0                   | 0                   | 0                       | 0                       | 0                       | 13       | 0        | 5        |
| Total carrera | Total carrera | Total carrera | 375   | 53    | 47     | 36                  | 7                   | 0                   | 0                       | 0                       | 0                       | 411      | 60       | 47       |
| (1) Incluye datos de la Copa de Francia y Copa de la Liga de Francia. (2) No incluye goles en partidos amistosos. |               |               |       |       |        |                     |                     |                     |                         |                         |                         |          |          |          |